# Polonesos de Lituània

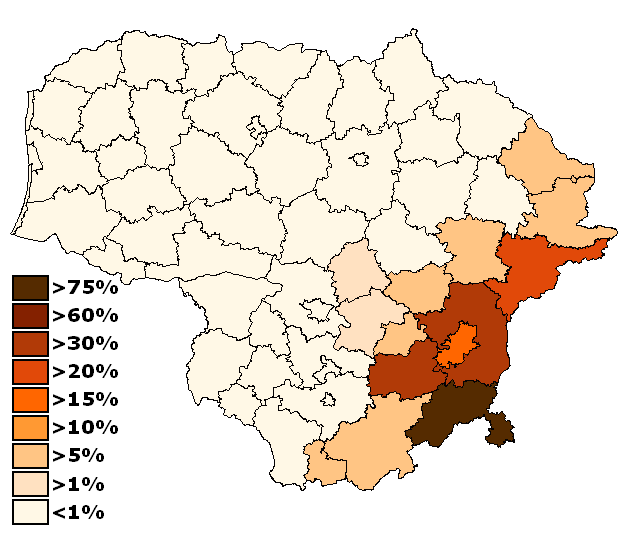
Percentatge de polonesos per municipalitats

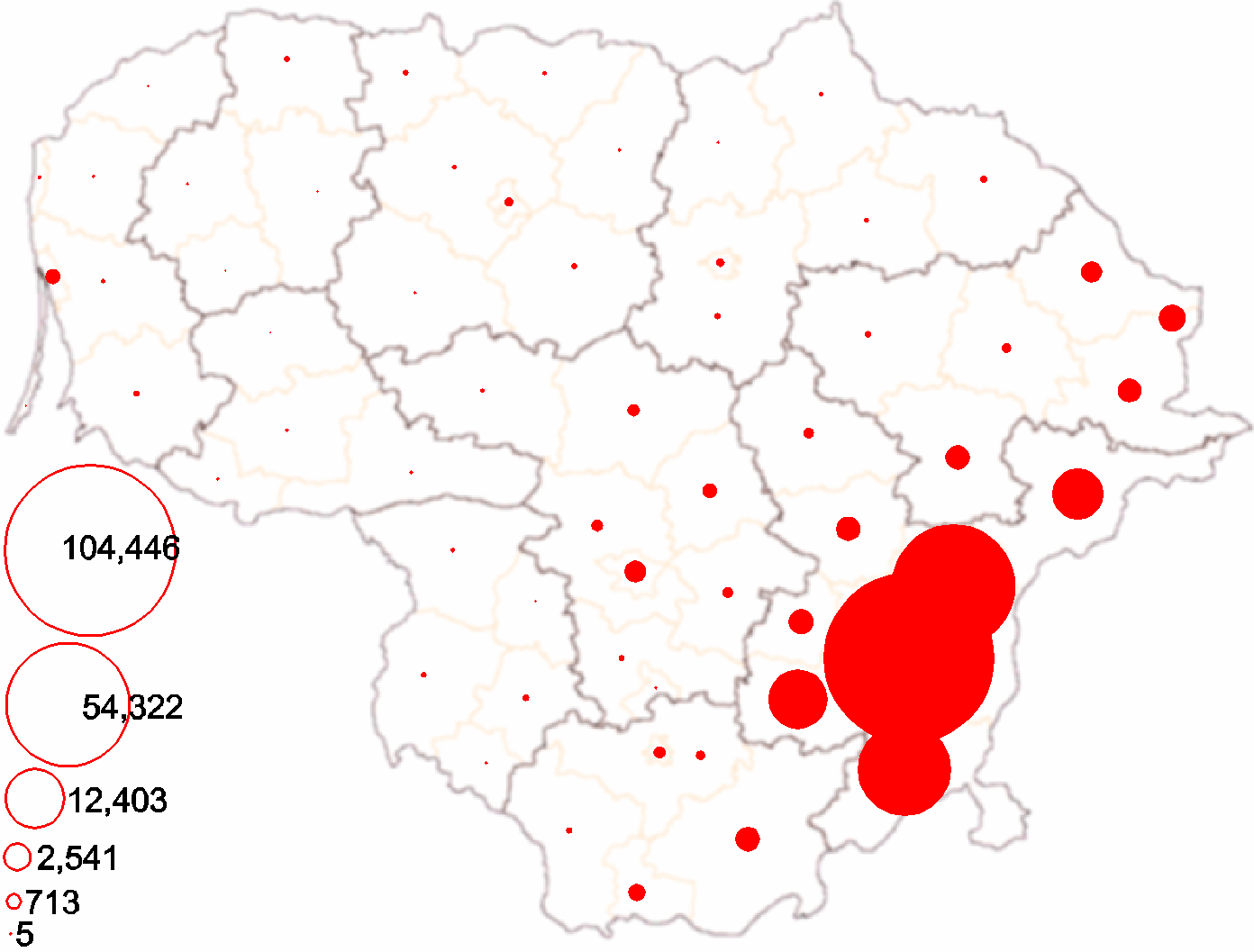
Nombre de polonesos per municipalitats

Els polonesos de Lituània (polonès Polacy na Litwie) són una minoria nacional de Lituània que suma 234.989 persones, i el 6,74 % de la població de Lituània (3.350.400 persones). Constitueix el major grup ètnic minoritari de la moderna Lituània i un dels majors grups polonesos de la diàspora en una antiga república soviètica. Es concentren a la regió de Vílnius (polonès: Wileńszczyzna).
Els polonesos d'origen ètnic han viscut en el territori de la Lituània modern durant molts segles amb una relació llarga i complexa. Ambdós països es van unir en l'època de la Confederació de Polònia i Lituània, però aquesta va desaparèixer arran de les particions de Polònia del segle xviii. Ambdós països van aconseguir recuperar la seva independència arran de la Primera Guerra Mundial, però l'actual regió de Vílnius (polonès: Wilno) va quedar en disputa fins que l'exèrcit polonès la va conquerir el 1920. Després de la Segona Guerra Mundial, els dos països van quedar sota l'autoritat de la Unió Soviètica, i Lituània va quedar definida territorialment en la seva extensió actual, incloent ja l'àrea de Vílnius. Van ressorgir algunes tensions de la minoria polonesa després que Lituània va recuperar la seva independència el 1990, però des de llavors s'han mantingut en nivells manejables. Polònia va ser el gran suport de la independència lituana, i va esdevenir un dels primers països a reconèixer la Lituània independent, malgrat els temors sobre el maltractament de la seva minoria polonesa a Lituània.

## Estadístiques
La minoria polonesa a Lituània suma 234.989 persones (6,74 % de la població de Lituània), és la minoria ètnica més nombrosa de la Lituània moderna; la segona en nombre és la minoria russa a Lituània. Unes 187.918 persones a Lituània considerar el polonès la seva llengua materna. Els polonesos es concentren a la regió de Vílnius. La gran majoria dels polonesos viuen al comtat de Vílnius (216.012 persones, el 26 % de la població del comtat); a Vílnius, capital de Lituània, hi viuen 101.526 polonesos, que constitueixen el 19,3 % de la població de la ciutat. També hi ha comunitats importants de polonesos al districte municipal de Vílnius (61,3 % de la població) i al districte municipal de Šalčininkai (Soleczniki) (79,5 %).
| Població amb polonesos ètnics a l'actual territori lituà                                   | Població amb polonesos ètnics a l'actual territori lituà | Població amb polonesos ètnics a l'actual territori lituà | Població amb polonesos ètnics a l'actual territori lituà | Població amb polonesos ètnics a l'actual territori lituà | Població amb polonesos ètnics a l'actual territori lituà | Població amb polonesos ètnics a l'actual territori lituà | Població amb polonesos ètnics a l'actual territori lituà | Població amb polonesos ètnics a l'actual territori lituà | Població amb polonesos ètnics a l'actual territori lituà |
| Any del cens                                                                               | 1897                                                     | 1923 est.                                                | 1959                                                     | 1970                                                     | 1979                                                     | 1989                                                     | 2001                                                     | 2007 est.                                                | 2008 est.                                                |
| ------------------------------------------------------------------------------------------ | -------------------------------------------------------- | -------------------------------------------------------- | -------------------------------------------------------- | -------------------------------------------------------- | -------------------------------------------------------- | -------------------------------------------------------- | -------------------------------------------------------- | -------------------------------------------------------- | -------------------------------------------------------- |
| Població                                                                                   | 260.000                                                  | 415.000                                                  | 230.000                                                  | 240.200                                                  | 247.000                                                  | 258.000                                                  | 235.000                                                  | 212.100                                                  | 208.300                                                  |
| Percentatge                                                                                | 9,7%                                                     | 15,3%                                                    | 8,5%                                                     | 7,7%                                                     | 7,3%                                                     | 7,0%                                                     | 6,7%                                                     | 6,3%                                                     | 6,2%                                                     |
| Percentatge de polonesos de lituània amb el polonès com a llengua materna (dates del cens) |                                                          |                                                          |                                                          |                                                          |                                                          |                                                          |                                                          |                                                          |                                                          |
| Any del cens                                                                               |                                                          |                                                          | 1959                                                     | 1970                                                     | 1979                                                     | 1989                                                     | 2001                                                     |                                                          |                                                          |
| Percentatge                                                                                |                                                          |                                                          | 96,8%                                                    | 92,4%                                                    | 88,3%                                                    | 85,0%                                                    | 80,0%                                                    |                                                          |                                                          |

## Educació
A partir del 1980, aproximadament el 20% dels estudiants polonesos de Lituània van triar el polonès a l'escola. En el mateix any, prop del 60-70% de la comunitat rural polonesa va triar també el polonès. Tanmateix, fins i tot a ciutats amb població predominantment polonesa la quota d'ensenyament en polonès ha estat inferior al del percentatge dels polonesos. Malgrat que, històricament, els polonesos tendeixen a oposar-se enèrgicament a la russificació, una de les més importants raons per a escollir l'educació en rus és l'absència d'ensenyament universitari en polonès a l'URSS, i durant l'època soviètica polonès estudiants no se'ls va permetre estudiar a les universitats de Polònia. Només el 2007, es va obrir a Vílnius la primera branca de la Universitat polonesa de Białystok.
El 1980 hi havia 16.400 estudiants a les escoles d'ensenyament en polonès. El seu nombre va disminuir a 11.400 el 1990. A la Lituània independent entre 1990 i 2001 el nombre d'estudiants a les escoles en polonès va augmentar a 22.300, per a decuare a 18.392 el 2005.

## Situació actual

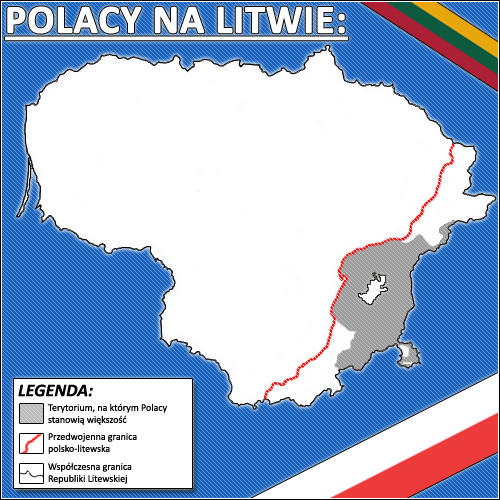
La zona gris indica el territori de majoria polonesa

La situació de la minoria polonesa a Lituània ha provocat algunes tensions en les relacions poloneso-lituanes durant finals del segle xx i principis de segle xxi. Quan Lituània va declarar la seva independència de la Unió Soviètica el 1990, Mikhaïl Gorbatxov va demanar ajuda a la minoria polonesa. La minoria polonesa, que encara recordava els intents de prohibir el polonès en la dècada del 1950 donava més suport a la Unió Soviètica i temia que el nou govern lituà introduís polítiques de lituanització. Segons les enquestes dutes a terme a la primavera de 1990, el 47% dels polonesos a Lituània va donar suport al pro-soviètic Partit Comunista de Lituània (en contrast amb el 8% de suport entre lituans ètnics), mentre que el 35% donava suport a la independència de Lituània. Les autoritats regionals de Vílnius i Šalčininkai, sota el lideratge de Polònia, amb el suport de les autoritats soviètiques, va advocar per l'establiment d'una regió autònoma al sud-est de Lituània, una petició que va ser rebutjada pel Govern lituà i que deixà un ressentiment durador entre alguns residents. Més tard, aquests líders van expressar el seu suport a l'intent de cop d'estat soviètic de 1991 a Moscou. El govern de Polònia, però, mai no donà suport a les tendències separatistes de la minoria polonesa a Lituània.
Les actuals tensions han sorgit en relació amb l'educació i l'ortografia polonesa dels noms. Alguns membres del Sejm polonès han critical al govern de Lituània per la suposada discriminació contra la minoria polonesa. En els darrers anys, el govern lituà ha pressupostat 40.000 lites (~$15,000) per a les necessitats de la minoria polonesa (dels 7 milions de lites del pressupost del Departament de Minories Nacionals). El 2006 el ministre d'Afers Exteriors polonès Stefan Meller va afirmar que les institucions educatives de Lituània estaven subfinançades. Preocupacions similars va expressar el 2007 una comissió parlamentària polonesa. Segons un informe emès per l'Agència de Drets Fonamentals de la Unió Europea el 2004, els polonesos de Lituània eren el segon grup minoritari menys educat a Lituània. La branca de la Universitat de Białystok a Vílnius educa a la majoria de membres de la minoria polonesa.
Un informe del Consell d'Europa, publicat en 2007, va declarar que, en conjunt, les minories s'han integrat bastant bé en la vida quotidiana de Lituània. L'informe expressa la preocupació per la llei de nacionalitat lituana, que conté una clàusula de dret de retorn. La llei de ciutadania va ser objecte de debat durant l'any 2007 i es va considerar inconstitucional el 13 de novembre de 2006. Una proposta d'esmena constitucional permetria que la minoria polonesa a Lituània sol·licitar el passaport polonès. Diversos membres del Seimas. incloent Gintaras Songaila i Andrius Kubilius, van declarar públicament que dos membres del Parlament que hi representen la minoria polonesa allà (Waldemar Tomaszewski i Michal Mackiewicz) haurien de dimitir, perquè van acceptar la Karta Polaka.
La llei lituàna estipula que tots els que tinguin la ciutadania lituana i resideixin al país són forçats a lituanitzar el seu nom (és a dir, escriu en l'alfabet fonètic lituà). Els representants dels govern lituà van exigir la retirada de noms polonesos dels carrers a Maišiagala (Mejszagoła), Raudondvaris (Czerwony Dwor), Riese (Rzesza) i Suderves (Suderwa). S'ha informat també de tensions entre clergues catòlics lituans i els seus parroquians polonesos.
La situació es veu intensificada pels grups extremistes d'ambdues parts. Els extremistes lituans de l'organització Vilnija tenen per objecte la lituanització dels polonesos ètnics que viuen a la Lituània oriental. Par altra banda, l'ex ambaixador polonès a Lituània, Jan Widacki, ha criticat algunes organitzacions poloneses a Lituània com a properes a l'extrema dreta.

## Organitzacions
L'Acció Electoral dels Polonesos a Lituània (lituà: Lietuvos lenkų rinkimų akcija, polonès: Akcja Wyborcza Polaków na Litwie) és un partit polític de base ètnica creat el 1994 capaç d'exercir gran influència política en els districtes administratius on els polonesos són majoria o una minoria significativa. Compta amb 3 escons al Seimas i a les últimes eleccions va obtenir el 4% dels vots. El partit és més actiu en la política local i el control de diversos consells municipals.
L'Associació dels Polonesos de Lituània (polonès: Zwiazek Polaków na Litwie) és una organització formada el 1989 per a reunir els activistes polonesos a Lituània. Compta entre 6.000 i 11.000 membres i defensa els drets civils de la minoria polonesa i s'involucra en activitats educatives, culturals i econòmiques.

## Polonesos destacats

### Abans de 1940
- Gabriel Narutowicz - president de Polònia
- Józef Piłsudski - cap d'estat polonès
- Wiktor Budzyński - polític

### Avui
- Dariusz Ławrynowicz (Darjuš Lavrinovič) - jugador de bàsquet
- Krzysztof Ławrynowicz (Kšyštof Lavrinovič) - jugador de bàsquet
- Artur Ludkowski (Artur Liudkovski) - tinent d'alcalde de Vílnius
- Jarosław Niewierowicz (Jaroslav Neverovič) - antic viceministre d'afers estrangers
- Czesław Okińczyc (Česlav Okinčic) - polític i periodista
- Artur Płokszto Artur Plokšto) - secretari del Ministeri de Defensa Nacional
- Leokadia Poczykowska (Leokadija Počikovska}) - politíca
- Jan Sienkiewicz (Jan Senkevič) - polític, periodista
- Waldemar Tomaszewski (Valdemar Tomaševski) - líder de l'Acció Electoral dels Polonesos a Lituània
- Jarosław Wołkonowski - degà de la branca de la Universitat de Białystok a Vílnius